# قطع مكافئ
في الرياضيات، القَطْع المكافئ أو القِطْع المكافئ(1) (الجمع: قُطُوع مكافئة) (ويقال له: الشلجم، والصواب: الشلجمي، أي: له شكل الشلجم، أو العدسيّ) (بالإنجليزية: Parabola): قِطْعٌ مخروطيٌّ، ثنائي الأبعاد،  من قَطْع سطح مخروطي دائري قائم بمستوٍ يوازي راسم هذا السطح (أي الخط المولد له).
بعلم نقطة معينة تسمى البؤرة ("Focus") وخط مستقيم في المستوى يسمى الدليل ("directrix")، القطع المكافئ هو المحل الهندسي للنقاط الواقعة في هذا المستوى والتي تبعد عن البؤرة بمسافة مساوية لبعدها عن الدليل.
الخط العمودي على الدليل والمار بالبؤرة يسمى «محور التماثل»، ونقطة تقاطع القطع المكافئ مع محور التماثل تسمى رأس القطع المكافئ "vertex".
رأس القطع المكافئ هي نقطة تقع عليه يحدث عندها تغير في اتجاه وأطراد الدالة (أي فترات التزايد والتناقص) ويكون عندها ميل المماس مساويًا للصفر. قد يكون القطع المكافئ مفتوحًا إلى أعلى أو مفتوحًا إلى أسفل أو مفتوحًا على اليمين أو مفتوحًا على اليسار.
للقطوع المكافئة أهمية كبيرة وتطبيقات متعددة، بداية من مرايا السيارات ومصابيحها الأمامية إلى تصميم الصواريخ البالستية. كما أن لها استخدامات كثيرة في الفيزياء والهندسة ومجالات أخرى عديدة.

## تاريخ

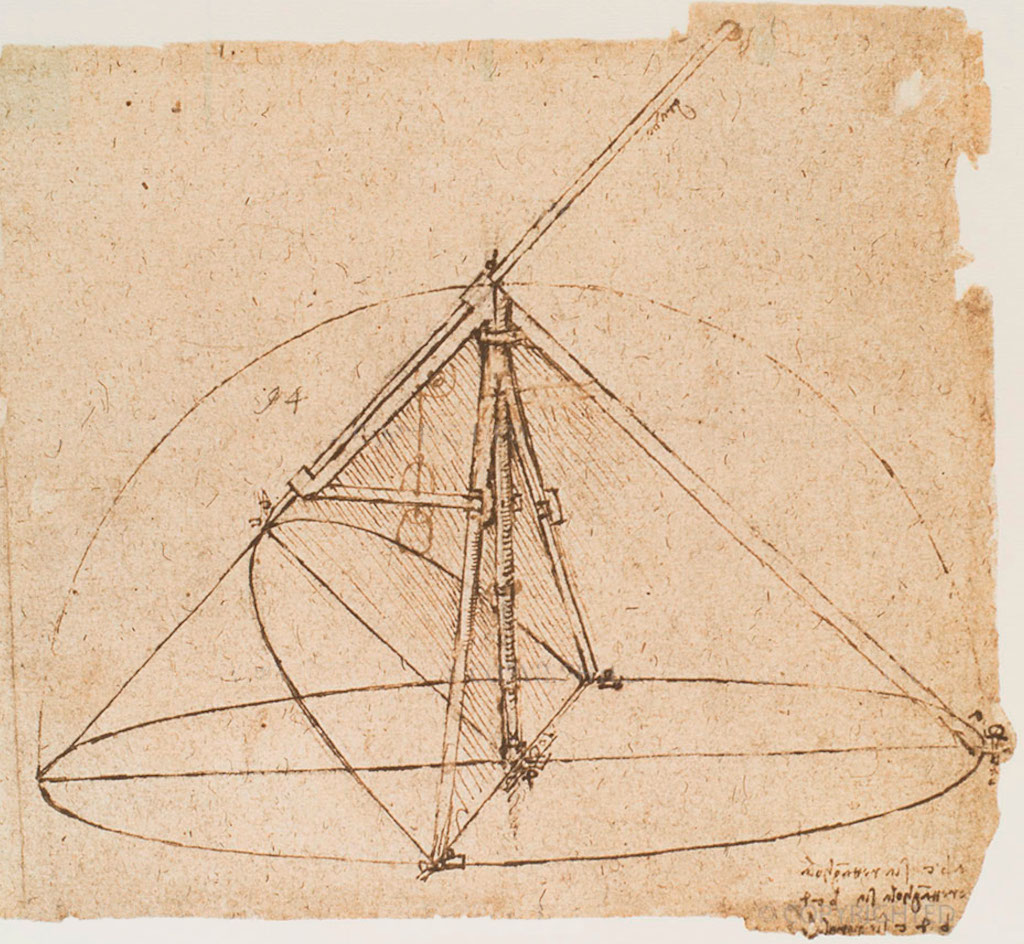
فرجار رسم القطع المكافئ من تصميم ليوناردو دافنشي.

أقدم من عمل على دراسة القطوع المخروطية، طبقًا لما هو معروف حاليا، هو مينايخموس في القرن الرابع ق.م. فقد أوجد طريقة لحل مسألة مضاعفة المكعب باستخدام القطوع المكافئة، وقد كان من الصعب حل مثل هذه المسألة بإنشاءات الفرجار والمسطرة. أما أبولونيوس فقد اكتشف العديد من خصائص القطوع المخروطية، كما يعود إليه الفضل في تسمية هذا النوع من القطوع بالقطع المكافئ. خاصية البؤرة-الدليل للقطع المكافئ، يعود الفضل فيها إلى بابوس السكندري.
أوضح جاليليو أن المقذوفات تتخذ مسارًا على هيئة قطع مكافئ؛ ذلك نتيجة انتظام عجلة الجاذبية الأرضية.
قبل اختراع المقراب العاكس كانت فكرة تكون صورة من خلال مرآة القطع المكافئ؛ معروفة. في النصف الأول من القرن السابع عشر اقترح مجموعة من علماء الرياضيات، أمثال رينيه ديكارت ومارين مارسين وجيمس جريجوري، تصميمات لمرايا القطع المكافئ. لكن إسحاق نيوتن تحاشى استخدام هذا النوع من المرايا عندما بنى أول تلسكوب عاكس عام 1668م، وذلك لصعوبة تصنيعها مقارنة بالمرايا الكروية. في الوقت الراهن تستخدم عواكس القطع المكافئ في أغلب المقاريب العاكسة الحديثة، وفي المقاريب الفضائية، وأطباق الاستقبال التلفازي المعدنية، وأطباق اتصالات الأقمار الصناعية، ومستقبلات الرادار.

## المعادلة فيالإحداثيات الديكارتية

المصطلحات الرئيسة المستعملة مع القطع المكافئ.

إذا افترضنا أن دليل القطع المكافئ هو الخط x = −p، وأن بؤرته هي النقطة (p, 0). وإذا كانت (x, y) نقطة تنتمي للقطع المكافئ وأنها، من تعريف بابوس للقطع المكافئ، تبعد عن البؤرة مسافة مساوية لبعدها عن الدليل، هذا يعني أن:
{\displaystyle x+p={\sqrt {(x-p)^{2}+y^{2}}}.}
بتربيع طرفي المعادلة وبعد التبسيط نحصل على
{\displaystyle y^{2}=4px\,}
وهي معادلة القطع الكافئ في صورة من أبسط صوره، ويلاحظ أن محور هذا القطع أفقي. ولتعميم هذه المعادلة نتخيل أن القطع المكافئ أزيح بحيث يكون رأسه هو النقطة (h, k)، بالتالي تصير معادلته
{\displaystyle (y-k)^{2}=4p(x-h)\,}
بتبديل الإحداثيات x و y نحصل على المعادلة المقابلة للقطع المكافئ رأسي المحور
{\displaystyle (x-h)^{2}=4p(y-k).\,}
المعادلة الأخيرة يمكن كتابتها على الصورة
{\displaystyle y=ax^{2}+bx+c\,}
وبالتالي فإن أي دالة في x إذا كانت كثيرة حدود من الدرجة الثانية فهي قطع مكافئ ذو محور رأسي.
وللتعميم أكثر نقول أن القطع المكافئ هو منحن في المستوى الديكارتي يُعرف بالمعادلة غير القابلة للاختزال والتي على الصورة:
{\displaystyle Ax^{2}+Bxy+Cy^{2}+Dx+Ey+F=0\,}
بحيث أن
{\displaystyle B^{2}=4AC,\,}
حيث كل المعاملات حقيقية، وكل من A و B لا يساويان الصفر، ويوجد أكثر من حل وحيد، بحيت تكون مجموعة الحل أزاوج مرتبة على الصورة (x, y)، وهي جميع النقاط الواقعة على المنحنى. كما أن المعادلة غير قابلة للاختزال، بمعنى أنه لا يمكن تحليلها إلى حاصل ضرب معادلتين لا يُشترط أن تكونا خطيتين.

## تعريفات هندسية أخرى

القطوع المكافئة هي قطوع مخروطية.

القطع المكافئ يمكن تعريفه باعتباره قطع مخروطي اختلافه المركزي يساوي الواحد الصحيح؛ نتيجة لذلك تكون كل القطوع المكافئة متشابهة، بمعنى أن لها نفس الشكل مهما تغير حجمها. ويعتبر القطع المكافئ أيضا نهاية قطوع ناقصة متتابعة، إحدى بؤرتيهم ثابتة والأخرى حرة لتتحرك بعيدًا في اتجاه واحد، بهذا المنطق يمكن النظر إلى القطع المكافئ باعتباره قطع ناقص إحدى بؤرتيه تقع عند ما لا نهاية. القطع المكافئ هو أيضًا تحول عكسي للمنحنى القلبي.
للقطع المكافئ محور تماثل عاكس وحيد، يمر ببؤرته ويتعامد على دليله، ونقطة تقاطع هذا المحور مع القطع المكافئ تدعى رأس القطع المكافئ. دوران القطع المكافئ حول محوره في الإحداثيات ثلاثية الأبعاد يولد شكلًا يعرف بالسطح المكافئي الدوراني.

## معادلات

### إحداثيات ديكارتية

#### محور تماثل رأسي
{\displaystyle (x-h)^{2}=4p(y-k)\,}
{\displaystyle y={\frac {(x-h)^{2}}{4p}}+k\,}
{\displaystyle y=ax^{2}+bx+c\,}
حيث
{\displaystyle a={\frac {1}{4p}};\ \ b={\frac {-h}{2p}};\ \ c={\frac {h^{2}}{4p}}+k;\ \ }
{\displaystyle h={\frac {-b}{2a}};\ \ k={\frac {4ac-b^{2}}{4a}}}.
الصورة البارمترية:
{\displaystyle x(t)=2pt+h;\ \ y(t)=pt^{2}+k\,}

#### محور تماثل أفقي
{\displaystyle (y-k)^{2}=4p(x-h)\,}
{\displaystyle x={\frac {(y-k)^{2}}{4p}}+h;\ \,}
{\displaystyle x=ay^{2}+by+c\,}
حيث
{\displaystyle a={\frac {1}{4p}};\ \ b={\frac {-k}{2p}};\ \ c={\frac {k^{2}}{4p}}+h;\ \ }
{\displaystyle h={\frac {4ac-b^{2}}{4a}};\ \ k={\frac {-b}{2a}}}.
الصورة البارمترية:
{\displaystyle x(t)=pt^{2}+h;\ \ y(t)=2pt+k\,}

#### قطع مكافئ عام
الصورة العامة للقطع المكافئ هي
{\displaystyle (Ax+By)^{2}+Cx+Dy+E=0\,}
هذه النتيجة مشتقة من المعادلة المخروطية العامة المذكور بأعلى:
{\displaystyle Ax^{2}+Bxy+Cy^{2}+Dx+Ey+F=0\,}
وبما أنه للقطع المكافئ يكون
{\displaystyle B^{2}=4AC\,}.
معادلة القطع المكافئ العام الذي بؤرته (F(u, v ودليله على الصورة
{\displaystyle n_{1}x+n_{2}y+c=0\,}
هي
{\displaystyle {\frac {\left|n_{1}x+n_{2}y+c\right|}{\sqrt {{n_{1}}^{2}+{n_{2}}^{2}}}}={\sqrt {\left(x-u\right)^{2}+\left(y-v\right)^{2}}}\,}

### الوتر البؤري العمودي والإحداثيات القطبية
في الإحداثيات القطبية، القطع المكافئ الذي بؤرته في نقطة الأصل ودليله موازٍ لمحور الصادات تكون معادلته
{\displaystyle r(1+\cos \theta )=l\,}
حيث l هو نصف الوتر البؤري العمودي semilatus rectum (المسافة من البؤرة إلى القطع المكافئ مقاسة عبر خط عمودي على محور تماثله). لاحظ أن هذا مساوٍ لضعف المسافة من البؤرة إلى رأس القطع المكافئ أو المسافة العمودية من رأس المنحنى إلى الوتر البؤري العمودي latus rectum.
الوتر البؤري العمودي هو الوتر المار بالبؤرة وفي نفس الوقت يتعامد على المحور وطوله يساوي 2l.

## رأس القطع المكافئ
الإحداثي السيني لرأس القطع المكافئ هو {\displaystyle x=-{\frac {b}{2a}}}، ويمكن الحصول عليه عن طريق اشتقاق المعادلة الأصلية للقطع {\displaystyle y=ax^{2}+bx+c}، وبوضع قيمة المشتقة {\displaystyle dy/dx=2ax+b} بصفر (لأن رأس القطع المكافئ هو نقطة حرجة؛ بمعنى أن ميل المماس عنده مساوٍ للصفر)، بحل المعادلة نحصل على الإحداثي السيني لرأس المنحنى، أما الإحداثي الصادي فيمكن الحصلول عليه بالتعويض بقيمة الإحداثي السيني في المعادلة الأصلية كالتالي:
{\displaystyle y=a\left(-{\frac {b}{2a}}\right)^{2}+b\left(-{\frac {b}{2a}}\right)+c}
وبالتبسيط:
{\displaystyle ={\frac {ab^{2}}{4a^{2}}}-{\frac {b^{2}}{2a}}+c}
{\displaystyle ={\frac {b^{2}}{4a}}-{\frac {2\cdot b^{2}}{2\cdot 2a}}+c\cdot {\frac {4a}{4a}}}
{\displaystyle ={\frac {-b^{2}+4ac}{4a}}}
{\displaystyle =-{\frac {b^{2}-4ac}{4a}}=-{\frac {D}{4a}}}
وبالتالي نقطة رأس القطع المكافئ هي
{\displaystyle \left(-{\frac {b}{2a}},-{\frac {D}{4a}}\right)}

## اشتقاق إحداثيات البؤرة ومعادلة الدليل

منحنى مكافئي يوضح الدليل (L) والبؤرة (F)، ويتضح أن المسافة من أي نقطة P_{n} إلى البؤرة هي دائمًا نفس المسافة من P_{n} إلى أي نقطة Q_{n} تقع على الدليل أسفلها مباشرة.

منحنى مكافئي يوضح خط اختياري (L), والبؤرة (F), ورأس القطع المكافئ (V). الخط L هو خط اختياري عمودي على محور التماثل من جهة البؤرة، ويبعد عن V أكثر مما يبعد عن F ، طول أي خط F - P_{n} - Q_{n} متساو، هذا يعني أن القطع المكافئ هو قطع ناقص إحدى بؤرتيه تقع عند مالا نهاية.

لتحديد إحداثيات النقطة البؤرية لقطع مكافئ بسيط ذي محور تماثل موازٍ لمحور الصادات (محور تماثل رأسي)، ورأسه يقع عند نقطة الأصل (0,0)، ولتكن معادلته على الصورة:
{\displaystyle y=ax^{2}\,\!}
فإن أي نقطة على القطع المكافئ ستقع على مسافة من النقطة البؤرية (0,f) مساوية للمسافة بينها وبين الدليل L، الذي يتعامد على محور تماثل القطع المكافئ (في هذه الحالة يوزاي محور السينات)، ويمر بالنقطة (0,f-)، وبالتالي فإن أي نقطة (P=(x,y على القطع المكافئ ستكون على مسافة متساوية من كلتا النقطتين (0,f) و (x,-f).
أي خط FP يصل بين البؤرة وأي نقطة على القطع المكافئ يتساوى في الطول مع أي خط QP مرسوم عموديًا من هذه النقطة الواقعة على القطع المكافئ إلى الدليل ويقطعه في النقطة Q.
المثلث القائم الذي وتره FP، وطولا ضلعي قائمته هما: x و f-y (المسافة الرأسية بين F و P)، يكون طول وتره
{\displaystyle \|FP\|={\sqrt {x^{2}+(f-y)^{2}}}\,\!}
(لاحظ أن ²(f-y) و²(y-f) يعطيان نفس الناتج لأنهما مربعان.)
طول الخط QP يساوي المسافة الرأسية بين النقطة P ومحور السينات (أي المسافة y) بالإضافة إلى المسافة الرأسية من محور السينات إلى الدليل (أي المسافة f).
{\displaystyle \|QP\|=f+y\,\!}
هاتان القطعتان المستقيمتان متساويتان في الطول، وكما ذكر سابقًا y=ax² وبالتالي
{\displaystyle \|FP\|=\|QP\|\,\!}
{\displaystyle {\sqrt {x^{2}+(f-ax^{2})^{2}}}=f+ax^{2}\,\!}
بتربيع الطرفين
{\displaystyle x^{2}+(f^{2}-2ax^{2}f+a^{2}x^{4})=(f^{2}+2ax^{2}f+a^{2}x^{4})\,\!}
بطرح الحدود المتشابهة من الطرفين
{\displaystyle x^{2}-2ax^{2}f=2ax^{2}f\,\!}
{\displaystyle x^{2}=4ax^{2}f\,\!}
بقسمة x² من الطرفين (بفرض أن x لا تساوي الصفر)
{\displaystyle 1=4af\,\!}
{\displaystyle f={1 \over 4a}\,\!}
وبالتالي للقطع المكافئ الذي على الصورة f(x)=x²، المعامل a يساوي 1، وبالتالي فإن النقطة البؤرية F هي (0,¼)
كما ذكر أعلاه، هذا هو اشتقاق النقطة البؤرية لقطع مكافئ بسيط، رأسه في نقطة الأصل ويتماثل حول محور الصادات، أما بالنسبة لأي قطع مكافئ معمم، معادلته على الصورة القياسية
{\displaystyle y=ax^{2}+bx+c\,\!},
بؤرته تقع عند النقطة
{\displaystyle \left({\frac {-b}{2a}},{\frac {-b^{2}}{4a}}+c+{\frac {1}{4a}}\right)\,\!}
والتي يمكن كتابتها على الصورة
{\displaystyle \left({\frac {-b}{2a}},c-{\frac {b^{2}-1}{4a}}\right)\,\!}
والدليل يعطى بالعلاقة
{\displaystyle y={\frac {-b^{2}}{4a}}+c-{\frac {1}{4a}}\,\!}
والتي يمكن أن تكتب على الصورة
{\displaystyle y=c-{\frac {b^{2}+1}{4a}}\,\!}

## في الطبيعة والصناعة والتكنولوجيا

### مرايا مرصد كيك

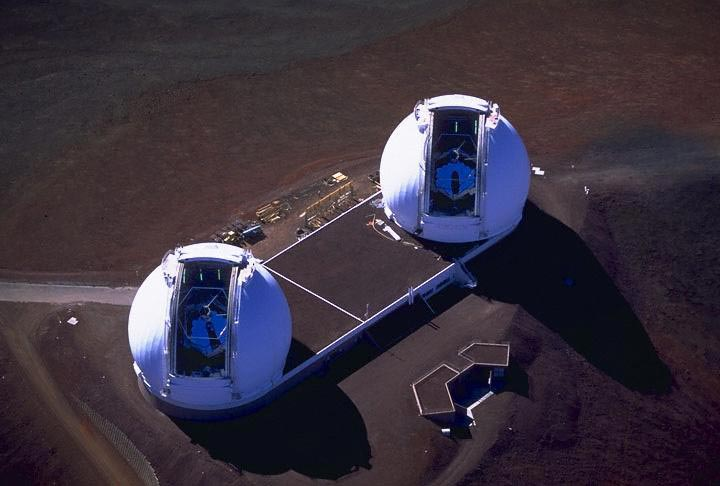
مرصد كيك يتكون من مرصدين

مرصد كيك الفلكي في هاواي ينكون من مرصدين، كل منهما مزود بمرآة مقعرة في شكل قطع زائد. معظم التلسكوبات الحديثة تعمل بمرايا في شكل القطع المكافيء، ويصل قطر بعضها نحو 8 متر.وهي تعمل على تجميع قدر كبير من الضوء وتصور أجراما كونية قريبة وبعيدة. تمكن الإنسان من اكتشاف أجراما صغيرة جدا، اجراما بعيدة جدا، وبفضل تلك الأجهزة الدقيقة تعرف الإنسان الحديث على أشياء كثيرة في الكون.
كذلك يعمل تلسكوب هابل الفضائي بمرايا مقعرة بشكل القطع المكافيء.

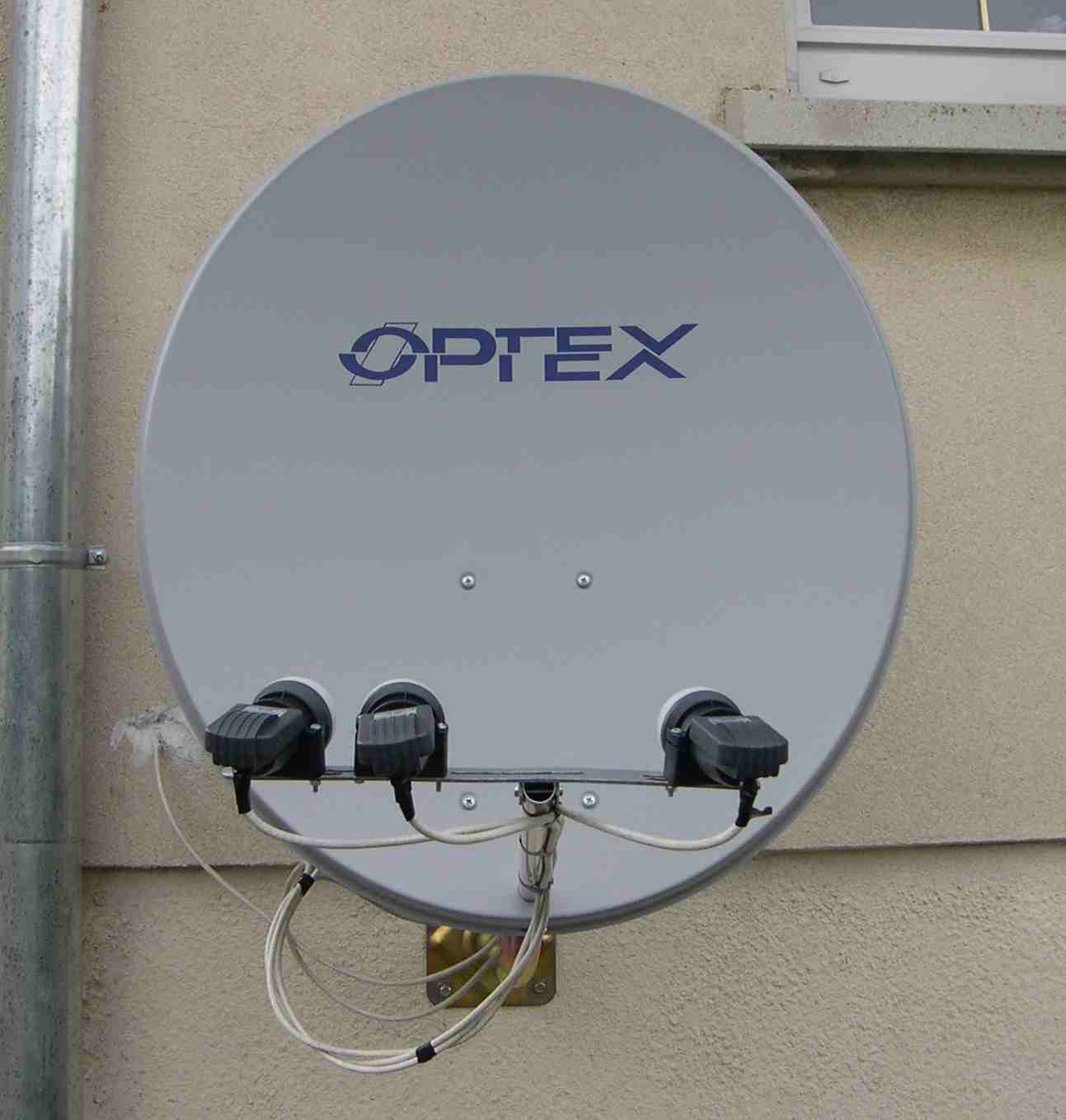
طبق استقبال التلفاز

كما تشكل أطباق استقبال التلفاز في شكل قطع مكافيء لاستقبال وتركيز أمواج التلفزة في بؤرة تضخم الإشارات.
لا تصلح مرآة كرية (جزء من الكرة) كمرآة لتلسكوب حيث أنها تكون عدة بؤر خلف بعضها البعض، ولا تجمع الأشعة في بؤرة واحدة. تلك الظاهرة تسمى إزاغة كرية ونتيجتها تكوين صورة غير واضحة.

### معرض صور

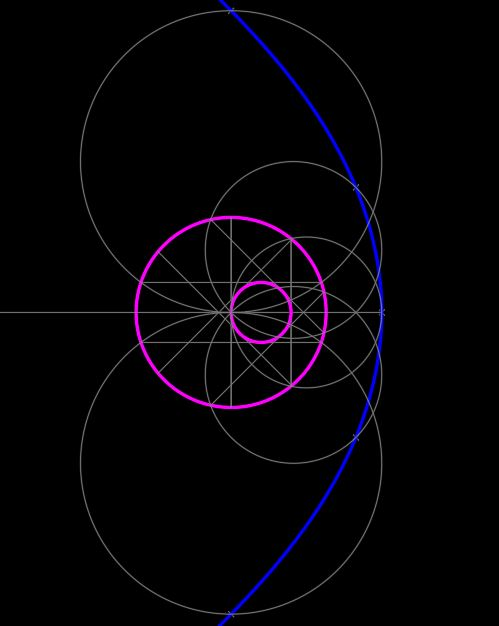
القطع المكافئ كموقع هندسي لأقطاب الخطوط المتماسة لمخروطية بالنسبة لمخروطية آخرى

## اقرأ أيضاً
- سطح مكافئ
- قطع ناقص
- قطع زائد
- مرآة قطع مكافيء